# Paleoripiphorus deploegi
Paleoripiphorus deploegi is een keversoort uit de familie waaierkevers (Rhipiphoridae). De wetenschappelijke naam van de soort is voor het eerst geldig gepubliceerd in 2004 door Perrichot, Nel & Neraudeau.